# Максимовский сельский округ (Сандыктауский район)
Макси́мовский се́льский окру́г (каз. Максимов ауылдық округі) — административная единица в составе Сандыктауского района Акмолинской области Республики Казахстан. Административный центр — село Максимовка.

## География
Сельский округ расположен в южной и центральной частях района, граничит:
- на северо-востоке с Балкашинским сельским округом,
- на востоке с Каменским, Широковским и Берликским сельскими округами,
- на юге с Атбасарским районом,
- на западе с Веселовским сельским округом,
- на северо-западе с Лесным сельским округом.

Через территорию сельского округа проходит примерно 35 км автодороги областного значения Р-12 (Атбасар — Кокшетау).
С юга на север протекает река Жабай — вдоль которой расположены все населённые пункты округа.

## История
На территории нынешнего сельского округа существовали в 1989 году следующие административные единицы: Максимовский сельсовет (сёла Максимовка, Владимировка) и Спасский сельсовет (сёла Спасское, Новый Городок).
После получения независимости, Спасский сельсовет вошёл в состав Максимовского.
В 1998 году, Максимовский сельсовет был преобразован в Максимовский сельский округ.

## Население
| Численность населения | Численность населения | Численность населения |
| 1989                  | 1999                  | 2009                  |
| --------------------- | --------------------- | --------------------- |
| 2185                  | ↗2522                 | ↘1900                 |

## Состав
В состав сельского округа входят 4 населённых пунктов.
| № | Населённый пункт | Тип населённого пункта       | Население, 1989 | Население, 1999 | Население, 2009 |
| - | ---------------- | ---------------------------- | --------------- | --------------- | --------------- |
| 1 | Владимировка     | село                         | 666             | 453             | 272             |
| 2 | Максимовка       | село, административный центр | 1 519           | 1 268           | 1 072           |
| 3 | Новый Городок    | село                         | 380             | 301             | 176             |
| 4 | Спасское         | село                         | 572             | 500             | 380             |